# Goodman & Gilman As Bases Farmacológicas da Terapêutica

Goodman & Gilman, capa da 11° edição

Goodman & Gilman As Bases Farmacológicas da Terapêutica é um livro americano sobre farmacologia. Foi publicado pela primeira vez em 1941 e ganhou reputação de bíblia da farmacologia. Os autores iniciais, Louis S. Goodman e Alfred Goldman, são da Universidade de Yale. Atualmente Goodman & Gilman As Bases Farmacológicas da Terapêutica encontra-se na sua décima segunda edição.
O livro é utilizado por estudantes da área da saúde com interesse no campo da farmacologia. Apresenta em seu conteúdo diversos dados sobre farmacologia clínica, mecanismo de ação dos grupos de fármacos e anexos com dados de fármacos. É utilizado como referência em diversas outras obras.
Dr. Louis S. Goodman considerava o livro como sua mais relevante obra.